# Свети Андрей Каридски
Вижте пояснителната страница за други значения на Свети Андрей.
„Свети Андрей Каридски“ или Каривски (на гръцки: Αγίου Ανδρέα Καρύδη, Καρίβη) е православна църква в град Костур (Кастория), Егейска Македония, Гърция. Храмът е част от Костурската епархия.

## Местоположение
Църквата е разположена в западната част на площада на Долца, традиционната южна махала на града. Главен храм е на стара енория в Костур.

## История
Храмът е построен в 1746 година. Ремонтиран е в XIX век. В църквата проповядва Козма Етолийски и затова тя е посветена и на него.
В 1991 година храмът е обявен за защитен паметник.

## Архитектура
В архитектурно отношение църквата е еднокорабна базилика с дървен покрив и отворен портик на южната страна. Резбованият иконостас и иконите в църквата датират от втората половина на XVIII век, според надписа на иконата на Свети Андрей, който дава годината 1776. Иконите на иконостаса, които са в лошо състояние, от ляво надясно са Свети Харалампий, Свети Трима, Света Богородица Врефократуса, Христос Вседържител, Йоан Предтча, Свети Андрей.
- Годината на изграждане: „Έτος αψμστ'“ (Година 1746)
- Изображение на Светите земи от храма
- Иконостасна икона на Света Богородица Врефократуса
- Иконостасна икона на Разпятието